# إتش تي سي رهيم (موبايل)
إتش تي سي رهيم (بالإنجليزية: HTC Rhyme)‏ هو هاتف ذكي من إتش تي سي يعمل بنظام أندرويد، تم طرحه في الأسواق في 22 سبتمبر 2011.

## الخصائص
- نظام التشغيل: أندرويد
- الكاميرا الخلفية: 5 ميجابكسل
- الشاشة: إل سي دي 480×800
- الوزن: 130 غرام
- المعالج: 1 جيجا هرتز
- الذاكرة: 768 ميجابايت